# Gerygone modesta
El Gerigón de la Norfolk (Gerygone modesta) es una especie de ave paseriforme de la superfamilia Meliphagoidea (familia Acanthizidae).

## Distribución geográfica
Es endémica de la isla Norfolk.